# FK VA Liptovský Mikuláš
FK VA Liptovský Mikuláš (celým názvem: Futbalový klub Vojenská akadémia Liptovský Mikuláš) byl slovenský vojenský fotbalový klub, který sídlil v okresním městě Liptovský Mikuláš v Žilinském kraji.
Založen byl v roce 1949 pod názvem PDA Liptovský Svätý Mikuláš (Posádkový dom armády). V letech 1986 – 1989 působil jako juniorka Dukly Banská Bystrica. V roce 1997 byl klub sloučen s civilním TJ Tatran Liptovský Mikuláš do TJ Tatran VA Liptovský Mikuláš.

## Historické názvy
Zdroj: 
- 1949 – PDA Liptovský Svätý Mikuláš (Posádkový dom armády Liptovský Svätý Mikuláš)
- 1952 – PDA Liptovský Mikuláš (Posádkový dom armády Liptovský Mikuláš)
- 1954 – DA Letec Liptovský Mikuláš (Dom armády Letec Liptovský Mikuláš)
- 1956 – VTJ Dukla Liptovský Mikuláš (Vojenská telovýchovná jednota Dukla Liptovský Mikuláš)
- 1960 – VTJ Dukla TU Liptovský Mikuláš (Vojenská telovýchovná jednota Dukla Technické učilište Liptovský Mikuláš)
- 1973 – VTJ Dukla VVTŠ Liptovský Mikuláš (Vojenská telovýchovná jednota Dukla Vysoká vojenská technická škola Liptovský Mikuláš)
- 1986 – fúze s ASVŠ Dukla Banská Bystrica „B“ ⇒ VTJ Dukla VVTŠ ČSSP Liptovský Mikuláš (Vojenská telovýchovná jednota Dukla Vysoká vojenská technická škola Československo-sovietskeho priateľstva Liptovský Mikuláš)
- 1989 – znovu oddělení ⇒ VTJ VVTŠ Liptovský Mikuláš (Vojenská telovýchovná jednota Vysoká vojenská technická škola Liptovský Mikuláš)
- 1990 – FK Maytex VVTŠ Liptovský Mikuláš (Futbalový klub Maytex Vysoká vojenská technická škola Liptovský Mikuláš)
- 1992 – FK VVTŠ Liptovský Mikuláš (Futbalový klub Vysoká vojenská technická škola Liptovský Mikuláš)
- 1993 – FK VA Liptovský Mikuláš (Futbalový klub Vojenská akadémia Liptovský Mikuláš)
- 1997 – fúze s TJ Tatran Liptovský Mikuláš ⇒ TJ Tatran VA Liptovský Mikuláš
- 1997 – zánik

## Umístění v jednotlivých sezonách
Stručný přehled
Zdroj: 
- 1981–1983: Divize – sk. Střed
- 1986–1989: 2. SNFL – sk. Východ
- 1989–1990: I. A trieda SsFZ – sk. A
- 1990–1992: Divize – sk. Střed

Jednotlivé ročníky
Zdroj: 
Legenda: Z - zápasy, V - výhry, R - remízy, P - porážky, VG - vstřelené góly, OG - obdržené góly, +/- - rozdíl skóre, B - body, červené podbarvení - sestup, zelené podbarvení - postup, fialové podbarvení - reorganizace, změna skupiny či soutěže
| Československo (1981 – 1992) |                          |        |     |     |     |     |     |     |     |     |        |
| Sezóny                       | Liga                     | Úroveň | Z   | V   | R   | P   | VG  | OG  | +/- | B   | Pozice |
| 1981/82                      | Divize – sk. Střed       | 4      | 30  | 15  | 5   | 10  | 56  | 34  | +22 | 35  | 3.     |
| 1982/83                      | Divize – sk. Střed       | 4      | 30  | 14  | 7   | 9   | 52  | 25  | +27 | 35  | 4.     |
| ...                          |                          |        |     |     |     |     |     |     |     |     |        |
| 1986/87                      | 2. SNFL – sk. Východ     | 3      | 30  | 14  | 3   | 13  | 39  | 33  | +6  | 31  | 7.     |
| 1987/88                      | 2. SNFL – sk. Východ     | 3      | 30  | 11  | 9   | 10  | 40  | 38  | +2  | 31  | 5.     |
| 1988/89                      | 2. SNFL – sk. Východ     | 3      | 30  | 11  | 6   | 13  | 39  | 40  | -1  | 28  | 15.    |
| 1989/90                      | I. A trieda SsFZ – sk. A | 5      | ... | ... | ... | ... | ... | ... | ... | ... |        |
| 1990/91                      | Divize – sk. Střed       | 4      | 30  | 12  | 8   | 10  | 43  | 37  | +6  | 32  | 6.     |
| 1991/92                      | Divize – sk. Střed       | 4      | 30  | 10  | 6   | 14  | 37  | 48  | -11 | 26  | 14.    |